# Elton Deda
Elton Deda, född den 5 april 1973 i Tirana i Albanien, är en albansk sångare.

## Karriär
Under sin karriär har Deda deltagit, och vunnit pris i, flera musiktävlingar och festivaler. Under början av sin karriär bildade han Tingulli i Zjarrtë, och vann pris för "bästa grupp". Hans första TV-framträdande gjorde han under tidiga 1980-talet, då han tillägnade låten "Koha në pentagramin tim" till sin far Ferdinand Deda(sq) som var en populär dirigent. Tillsammans med sitt band Tingulli i Zjarrtë deltog han flera gånger i musiktävlingen Festivali i Këngës. År 1993 lämnade han Tingulli i Zjarrtë och bildade Aneroid. Med gruppen släppte han albumet "The world is yours", innan han år 1995 lämnade den. Efter att han lämnat Aneroid gick han under en kort period med i bandet Thunderway innan han övergick till en solokarriär. År 1996 organiserade han Aurela Gaçes första konsert och för närvarande är han en av domarna i TV-programmet The Voice of Albania tillsammans med bland andra Miriam Cani. År 2011 deltog han i Festivali i Këngës 50 med låten "Kristal", skriven av Sokol Marsi. Vid finalen den 29 december slutade han på en andra plats, bakom segrande Rona Nishliu.
Han utsågs under sommaren 2015 till artistisk ledare vid Festivali i Këngës 54 som hölls i december 2015.
2017 deltog Deda i Festivali i Këngës 56 med låten "Fjalët" (orden). Han tog sig till final där han inte fick någon placering eftersom han slutade utanför topp 3. 2018 deltar han i Festivali i Këngës 57 med låten "Qetësisht" som han själv skrivit.